# Pieniądz (film 1983)
Pieniądz (fr. L’Argent) – francusko-szwajcarski dramat filmowy z 1983 roku w reżyserii i według scenariusza Roberta Bressona. Film jest luźno inspirowany fragmentem pośmiertnej noweli Lwa Tołstoja z 1911 roku pod tytułem Fałszywy kupon. 
Był to ostatni film w karierze reżyserskiej Bressona. Został pozytywnie przyjęty na 36. MFF w Cannes, gdzie miał swoją premierę w konkursie głównym i otrzymał nagrodę za najlepszą reżyserię.